# Max Meyer
Maximilian Meyer (Oberhausen, 18 settembre 1995) è un calciatore tedesco, centrocampista dell'APOEL.

## Caratteristiche tecniche
Trequartista molto tecnico, può essere schierato anche come mezzala, ruolo in cui si disimpegna molto bene grazie alla sua abilità nell'impostazione del gioco. Il suo piede forte è il destro ma è capace di segnare pure calciando di sinistro, possiede una buona potenza di tiro oltre a saper calciare bene di prima intenzione, inoltre è abile anche con i calci di rigore.

## Carriera

### Club

#### Gli inizi, Schalke 04
Dal 2010 gioca nel settore giovanile dello Schalke 04, con cui nella stagione 2012-2013 ha giocato 5 partite in Bundesliga; nella stessa stagione fa anche il suo esordio in Champions League, nella partita di ritorno degli ottavi di finale persa per 3-2 contro i turchi del Galatasaray. L'anno seguente segna il suo primo gol in carriera tra i professionisti, nella partita di Coppa di Germania vinta per 3-1 sul campo del SV Darmstadt 98 il 25 settembre 2013; segna anche una doppietta in una partita con la squadra riserve dello Schalke. Chiude la stagione 2013-2014 con un gol in 2 presenze in coppa di Germania, 9 presenze (due delle quali nei preliminari) senza gol in Champions League e 6 gol in 30 presenze in Bundesliga.
Al termine della stagione 2017-2018 non rinnova il contratto in scadenza con il club tedesco.

#### Crystal Palace e Colonia
Il 2 agosto viene ufficializzato il suo approdo a parametro zero al Crystal Palace. Il 17 gennaio 2021, dopo essere finito ai margini della rosa dei londinesi, rescinde il suo contratto con il club Dieci giorni dopo firma per il Colonia, con cui conclude la stagione giocando 10 partite in Bundesliga.

#### Fenerbahçe, Midtjylland
Nell'estate del 2021, rimasto svincolato, firma un contratto biennale con il Fenerbahçe, club della prima divisione turca, con cui raccoglie 12 presenze totali. Nell'ultimo giorno della sessione invernale di calciomercato, viene ceduto in prestito con diritto di riscatto ai danesi del Midtjylland, con cui vince la coppa di Danimarca, prima di tornare ai turchi al termine della stagione.

#### Lucerna e APOEL
All'inizio della stagione 2022-2023, dopo aver risolto il contratto con la squadra turca, si accasa agli svizzeri del Lucerna, con cui sottoscrive un contratto annuale con opzione di rinnovo per un'ulteriore stagione.
Si trasferisce poi a Cipro vestendo la maglia dell'APOEL.

### Nazionale
Ha giocato numerose partite amichevoli con le nazionali Under-16 e Under-17; nel 2012 ha giocato 5 partite e segnato 3 gol negli Europei Under-17: realizza il gol del 1-0 sconfiggendo la Georgia inoltre con due reti e un assist vincente permette alla squadra di battere per 3-0 la Francia. Nel 2013 ha giocato alcune partite amichevoli con l'Under-19, con cui ha anche segnato una rete.
Il 13 maggio 2014 esordisce in una partita amichevole con la nazionale maggiore pareggiando a reti inviolate contro la Polonia. Nel 2016 viene convocato per i Giochi Olimpici di Rio de Janeiro, manifestazione in cui segna 4 gol, ovvero una tripletta contro le Figi nei gironi, vincendo per 10-0, e un goal nella finale persa ai rigori contro il Brasile. In questa manifestazione la squadra tedesca si aggiudica la medaglia d'argento nel torneo olimpico di calcio.
Con la nazionale Under-21 vince l'Europeo di categoria nel 2017, Meyer segna un gol battendo per 2-0 la Repubblica Ceca, nella semifinale contro l'Inghilterra la partita si conclude con un pareggio per 2-2, ai calci di rigore la Germania vince per 4-3 e Meyer è tra i giocatori che segna dal dischetto.
Ha realizzato una sola rete con la nazionale maggiore, il 31 agosto 2016, in un'amichevole vinta per 2-0 contro la Finlandia.

## Statistiche

### Presenze e reti nei club
Statistiche aggiornate al 28 ottobre 2024.
| Stagione              | Squadra               | Campionato            | Campionato | Campionato | Coppe nazionali | Coppe nazionali | Coppe nazionali | Coppe europee | Coppe europee | Coppe europee | Altre coppe | Altre coppe | Altre coppe | Totale | Totale |
| Stagione              | Squadra               | Comp                  | Pres       | Reti       | Comp            | Pres            | Reti            | Comp          | Pres          | Reti          | Comp        | Pres        | Reti        | Pres   | Reti   |
| --------------------- | --------------------- | --------------------- | ---------- | ---------- | --------------- | --------------- | --------------- | ------------- | ------------- | ------------- | ----------- | ----------- | ----------- | ------ | ------ |
| 2012-2013             | Schalke 04            | BL                    | 5          | 0          | CG              | 0               | 0               | UCL           | 1             | 0             | SG          | -           | -           | 6      | 0      |
| 2013-2014             | Schalke 04            | BL                    | 30         | 6          | CG              | 2               | 1               | UCL           | 9             | 0             | -           | -           | -           | 41     | 7      |
| 2014-2015             | Schalke 04            | BL                    | 28         | 5          | CG              | 1               | 0               | UCL           | 8             | 1             | -           | -           | -           | 37     | 6      |
| 2015-2016             | Schalke 04            | BL                    | 32         | 5          | CG              | 2               | 0               | UEL           | 7             | 1             | -           | -           | -           | 41     | 6      |
| 2016-2017             | Schalke 04            | BL                    | 27         | 1          | CG              | 3               | 0               | UEL           | 9             | 1             | -           | -           | -           | 39     | 2      |
| 2017-2018             | Schalke 04            | BL                    | 24         | 0          | CG              | 4               | 1               | -             | -             | -             | -           | -           | -           | 28     | 1      |
| Totale Schalke 04     | Totale Schalke 04     | Totale Schalke 04     | 146        | 17         |                 | 12              | 2               |               | 34            | 3             |             | -           | -           | 192    | 22     |
| 2018-2019             | Crystal Palace        | PL                    | 29         | 1          | FACup+CdL       | 4+3             | 1+0             | -             | -             | -             | -           | -           | -           | 36     | 2      |
| 2019-2020             | Crystal Palace        | PL                    | 17         | 0          | FACup+CdL       | 1+1             | 0               | -             | -             | -             | -           | -           | -           | 19     | 0      |
| 2020-gen. 2021        | Crystal Palace        | PL                    | 0          | 0          | FACup+CdL       | 0+1             | 0               | -             | -             | -             | -           | -           | -           | 1      | 0      |
| Totale Crystal Palace | Totale Crystal Palace | Totale Crystal Palace | 46         | 1          |                 | 10              | 1               |               | -             | -             |             | -           | -           | 56     | 2      |
| gen.-giu. 2021        | Colonia               | BL                    | 11         | 0          | CG              | 1               | 0               | -             | -             | -             | -           | -           | -           | 12     | 0      |
| 2021-gen. 2022        | Fenerbahçe            | SL                    | 6          | 0          | TK              | 1               | 0               | UEL           | 5             | 1             | -           | -           | -           | 12     | 1      |
| gen.-giu. 2022        | Midtjylland           | SL                    | 2+6        | 0          | CD              | 3               | 0               | UECL          | 2             | 0             | -           | -           | -           | 13     | 0      |
| 2022-2023             | Lucerna               | SL                    | 29         | 11         | CS              | 2               | 1               | -             | -             | -             | -           | -           | -           | 31     | 12     |
| 2023-2024             | Lucerna               | SL                    | 36         | 6          | CS              | 3               | 2               | UECL          | 4             | 0             | -           | -           | -           | 43     | 8      |
| Totale Lucerna        | Totale Lucerna        | Totale Lucerna        | 65         | 17         |                 | 5               | 3               |               | 4             | 0             |             | -           | -           | 74     | 20     |
| 2024-2025             | APOEL                 | A                     | 3          | 0          | CC              | 0               | 0               | UCL+UEL+UECL  | 4+2+1         | 0             | SC          | 0           | 0           | 10     | 0      |
| Totale carriera       | Totale carriera       | Totale carriera       | 285        | 35         |                 | 32              | 6               |               | 52            | 4             |             | 0           | 0           | 369    | 45     |

### Cronologia presenze e reti in nazionale
| Cronologia completa delle presenze e delle reti in nazionale ― Germania | Cronologia completa delle presenze e delle reti in nazionale ― Germania | Cronologia completa delle presenze e delle reti in nazionale ― Germania | Cronologia completa delle presenze e delle reti in nazionale ― Germania | Cronologia completa delle presenze e delle reti in nazionale ― Germania | Cronologia completa delle presenze e delle reti in nazionale ― Germania | Cronologia completa delle presenze e delle reti in nazionale ― Germania | Cronologia completa delle presenze e delle reti in nazionale ― Germania |
| Data                                                                    | Città                                                                   | In casa                                                                 | Risultato                                                               | Ospiti                                                                  | Competizione                                                            | Reti                                                                    | Note                                                                    |
| ----------------------------------------------------------------------- | ----------------------------------------------------------------------- | ----------------------------------------------------------------------- | ----------------------------------------------------------------------- | ----------------------------------------------------------------------- | ----------------------------------------------------------------------- | ----------------------------------------------------------------------- | ----------------------------------------------------------------------- |
| 13-5-2014                                                               | Amburgo                                                                 | Germania                                                                | 0 – 0                                                                   | Polonia                                                                 | Amichevole                                                              | -                                                                       | 77’                                                                     |
| 31-8-2016                                                               | Mönchengladbach                                                         | Germania                                                                | 2 – 0                                                                   | Finlandia                                                               | Amichevole                                                              | 1                                                                       |                                                                         |
| 4-9-2016                                                                | Oslo                                                                    | Norvegia                                                                | 0 – 3                                                                   | Germania                                                                | Qual. Mondiali 2018                                                     | -                                                                       | 85’                                                                     |
| 11-11-2016                                                              | Serravalle                                                              | San Marino                                                              | 0 – 8                                                                   | Germania                                                                | Qual. Mondiali 2018                                                     | -                                                                       | 71’                                                                     |
| Totale                                                                  |                                                                         | Presenze                                                                | 4                                                                       |                                                                         | Reti                                                                    | 1                                                                       |                                                                         |

## Palmarès

### Club

#### Competizioni nazionali
- Coppa di Danimarca: 1

Midtjylland: 2021-2022
- Supercoppa di Cipro: 1

APOEL: 2024

### Nazionale
- Argento olimpico: 1

Rio de Janeiro 2016
- Campionato d'Europa Under-21: 1

Polonia 2017

### Individuale
- Capocannoniere del Campionato europeo Under-17: 1

Slovenia 2012 (3 gol)
- Miglior giocatore del Campionato europeo Under-17: 1

2012
- Selezione UEFA dell'Europeo Under-21: 1

Polonia 2017